# Michael Gallagher (Politikwissenschaftler)
Michael Gallagher (* 1951) ist ein britischer Politikwissenschaftler und Hochschullehrer.

## Leben und Wirken
Michael Gallagher studierte zunächst Informatik und erwarb den Bachelorgrad an der Lancaster University und 1973 den Magistergrad an der University of Essex. Anschließend wechselte er zum Fach Politikwissenschaft und erhielt an der University of Strathclyde 1974 den Magistergrad. Von 1977 bis 1979 hielt er sich zu Forschungszwecken am Institute of Irish Studies an der Queen’s University in Belfast auf. Im Jahre 1979 promovierte er an der University of Strathclyde zum Ph.D. Von 1979 bis 1998 lehrte er als Dozent am Trinity College Dublin (Department of Political Science), von 1998 bis 2006 dann als außerordentlicher Professor. Gastprofessuren hatte Gallagher an der New York University (1997), an der City University of Hongkong (2001) und an der Université de Lille (2007) inne.
Gallagher ist ein Experte für Wahlforschung, vor allem in Irland. Außerdem beschäftigt er sich mit dem politischen System Irlands und den dortigen Parteien. Von ihm stammt der Gallagher-Index zur Ermittlung der Wahlgleichheit von Wahlergebnissen.
2013 wurde er Mitglied der Royal Irish Academy.

## Veröffentlichungen (Auswahl)
- Electoral support for Irish political parties 1927–1973 (= Contemporary political sociology series. Bd. 2). Sage, London 1976, ISBN 0-8039-9860-0.
- Candidate selection in Ireland. The Impact of Localism and the Electoral System. In: British journal of political science. Bd. 10 (1980), S. 489–503.
- Societal change and party adaption in the Republic of Ireland 1960–1981. In: European journal of political research. Bd. 9 (1981), S. 269–285.
- The Irish Labour Party in transition 1957–82. Manchester University Press, Manchester 1982.
- Political parties in the Republic of Ireland. Manchester University Press, Manchester 1985, ISBN 0-7190-1742-4.
- mit Michael Marsh (Hrsg.): Candidate selection in comparative perspective. The secret garden of politics (= Sage modern politics series. Bd. 18). Sage, London 1988, ISBN 0-8039-8124-4.
- mit Richard Sinnott (Hrsg.): How Ireland voted 1989. Centre for the Study of Irish Elections, University College, Galway 1990, ISBN 0-9515731-0-1.
- Proportionality, disproportionality and electoral systems. In: Electoral Studies. Bd. 10 (1991), S. 33–51.
- mit Michael Laver und Peter Mair: Representative government in Western Europe. McGraw-Hill, New York 1992, ISBN 0-07-036684-5 (5. Aufl. u.d.T. Representative government in modern Europe, 2011, ISBN 978-0-07-712967-5)
- (Hrsg.): How Ireland voted 1992. Palgrave Macmillan, London 1993.
- (Hrsg.): Irish elections 1922–44. Results and analysis. PSAI Press, Limerick 1993, ISBN 0-9519748-1-5.
- (Hrsg.): The Referendum experience in Europe. Macmillan, Basingstoke 1996, ISBN 0-333-65074-3.
- mit Michael Marsh: Days of blue loyalty. The politics of membership of the Fine Gael party. PSAI Press, Dublin 2002, ISBN 0-9519748-6-6.
- (Hrsg.): How Ireland voted 2002. Palgrave Macmillan, Basingstoke 2003, ISBN 0-333-96834-4.
- (Hrsg.): The politics of electoral systems. Oxford University Press, Oxford 2005, ISBN 0-19-925756-6.
- (Hrsg.): How Ireland voted 2007. The full story of Ireland's general election. Palgrave Macmillan, Basingstoke 2008, ISBN 978-0-230-50038-9.
- mit Michael Marsh (Hrsg.): How Ireland voted 2011. The full story of Ireland's earthquake election. Palgrave Macmillan, Basingstoke 2011, ISBN 978-0-230-34882-0.
- mit Michael Marsh (Hrsg.): How Ireland voted 2016. The election that nobody won. Palgrave Macmillan, Cham 2016, ISBN 978-3-319-40888-0.
- mit Michael Marsh und Theresa Reidy (Hrsg.): How Ireland voted 2020. Palgrave Macmillan, Cham 2021, ISBN 978-3-030-66404-6.
- mit John Coakley u. a. (Hrsg.): Politics in the Republic of Ireland. 7. Auflage. Routledge, London 2024, ISBN 978-1-03-235765-2.